# 高師濱線
高師濱線（日语：／ Takashinohama sen */?）是一條連接大阪府高石市羽衣車站與高師濱車站的鐵路線，由南海電氣鐵道營運。

## 路線資料
- 路線距離（營業距離）：1.5公里
- 軌距：1067毫米
- 站數：3個（包括起終點站）
- 複線路段：沒有（全線単線）
- 電氣化路段：全線電氣化（直流1500V）
- 閉塞方式：自動閉塞式
- 最高速度：45公里/小時

## 運行形態
此路線內所有班次都是在本线内折返的普通列車，在日間一小時三班列車。所有列車都是使用無人售票制模式。

## 历史
日俄战争時、在現在的高石市高師浜和千代田的沿岸部建造了俄罗斯俘虏收容所。和解後曾经作为陆军的宿舍，大正中期伴着将宿舍遗迹加以利用的住宅地開发，该铁路线开业。
- 1918年（大正7年）10月2日 南海鐵道路線羽衣至伽羅橋之間開業。
- 1919年（大正8年）10月25日 伽羅橋至高師濱之間開業，全線開通。
- 1944年（昭和19年）6月1日 南海鐵道與關西急行鐵道合併，成為近畿日本鐵道。
- 1947年（昭和22年）6月1日 近畿日本鐵道的前南海鐵道的路線獨立，成為一間公司的路線，公司名為南海電氣鐵道，而路線名為南海高師濱線。
- 1970年（昭和45年）3月1日 鐵路線高架化。
- 1987年（昭和62年）3月28日 列車由1卡增加至2卡。
- 2001年（平成13年）3月24日 開始使用無人售票制模式。

## 車站列表
- 所有車站都位於大阪府高石市。
- 只限普通車運行。所有列車各站停車。線內無法進行列車交會。

| 車站編號 | 中文站名 | 日文站名 | 英文站名 | 站間距離 | 營業距離 | 接續路線                                                    |
| -------- | -------- | -------- | -------- | -------- | -------- | ----------------------------------------------------------- |
| NK16     | 羽衣     |          |          | -        | 0.0      | 南海電氣鐵道：南海本線 西日本旅客鐵道：阪和線支線（東羽衣） |
| NK16-1   | 伽羅橋   |          |          | 1.0      | 1.0      |                                                             |
| NK16-2   | 高師濱   |          |          | 0.5      | 1.5      |                                                             |

## 相關項目
- 日本鐵路線列表